# 14 septembre 1906
Le vendredi 14 septembre 1906 est le 257e jour de l'année 1906.

## Naissances
- Flávio Costa (mort le 22 novembre 1999), joueur de football brésilien
- Jan Diddens (mort le 21 juillet 1972), footballeur belge
- Suorun Omolloon (mort le 25 juin 2005), dramaturge russe

## Événements
- Intervention des États-Unis à Cuba (1906-1909[1]).